# Piero Ghibaudo
Pour les articles homonymes, voir Ghibaudo.
Piero Ghibaudo, né le 23 juillet 1958 à Almèse (Piémont) et mort le 6 octobre 2015 à Rivoli (Piémont), est un coureur cycliste italien, professionnel de 1981 à 1986,.

## Palmarès
- 1978
  - Trophée Mauro Pizzoli
- 1979
  - 2eb étape du Clásico RCN
  - 2e du Circuito Guazzorese
- 1980
  - Coppa Lino Limonta
  - Turin-Valtournenche
  - Tour d'Émilie amateurs
  - 2e de la Semaine cycliste lombarde
  - 2e de Milan-Tortone
  - 3e du Trofeo Zsšdi

## Résultats sur les grands tours

### Tour d'Italie
6 participations
- 1981 : 83e
- 1982 : abandon (7e étape)
- 1983 : 55e
- 1984 : 60e
- 1985 : 68e
- 1986 : abandon (21e étape)